# Cupido fuliginosa
Cupido fuliginosa är en fjärilsart som beskrevs av Streck. Cupido fuliginosa ingår i släktet Cupido och familjen juvelvingar. Inga underarter finns listade i Catalogue of Life.